# Kurt Teigl
Kurt Teigl (Neunkirchen, 8 de agosto de 1961) es un deportista austríaco que compitió en bobsleigh.
Ganó una medalla de bronce en el Campeonato Europeo de Bobsleigh de 1989, en la prueba cuádruple. Participó en los Juegos Olímpicos de Calgary 1988, ocupando el sexto lugar en la misma prueba.

## Palmarés internacional
| Campeonato Europeo | Campeonato Europeo | Campeonato Europeo | Campeonato Europeo |
| Año                | Lugar              | Medalla            | Prueba             |
| ------------------ | ------------------ | ------------------ | ------------------ |
| 1989               | Winterberg (RFA)   | Medalla de bronce  | Cuádruple          |